# 주근 (당나라)
주근(朱瑾, 867년 ~ 918년)은 당나라 말기의 군벌이자 오대십국 시대 오나라(홍농군국으로도 알려져 있다)의 대장으로, 송주 하읍현(下邑縣) 사람이다. 당나라 말기, 주근은 태녕군(泰寧軍, 본부는 지금의 산동성 제녕시에 두었다)절도사로서 사촌형 천평군(天平軍, 본부는 지금의 산동성 태안시에 두었다)절도사 주선과 함께 권력 연맹을 이루었다. 그러나 그들 두 사람은 결국 선무군(宣武軍, 본부는 지금의 하남성 개봉시에 두었다)절도사 주전충에 의해 패망하였다. 주선은 죽임을 당했고, 주근은 회남절도사 양행밀의 영토로 달아났다. 이후 그는 양행밀과 그 후계자들의 휘하에서 사관(仕官)하였다. 최종적으로, 그들의 영토는 오나라를 이루었다. 918년, 오나라 섭정 2세 서지훈(섭정 서온의 아들)의 오만함에 분노한 그는 서지훈을 암살했으나, 서온의 군대가 자신을 공격해 오자, 달아날 곳이 없음을 깨닫고 자결하였다.

## 참고 자료
- 《구당서》, 권182.
- 《구오대사》, 권13.
- 《신오대사》, 권42.
- 《십국춘추》, 권8.
- 《자치통감》, 권256·257·258·259·260·261·263·266·269·270.

| 전임 제극양 | 태녕군 절도사 886년 ~ 897년 | 후임 갈종주 |

| 전임 장정범 | 무녕군 절도사 897년 ~ 902년 | 후임 왕경요 풍홍탁 |

| 전임 왕사범 | 평로군 절도사 902년 ~ 905년 | 후임 왕중사 |